# Porsche Cayman
O Porsche Cayman é um carro desportivo de dois lugares com motor central fabricado e comercializado pela fabricante alemã de automóveis Porsche ao longo de três gerações. É um carro muito semelhante ao Porsche Boxster, sendo o Cayman a versão de capota rigida.

## Primeira geração (2005)

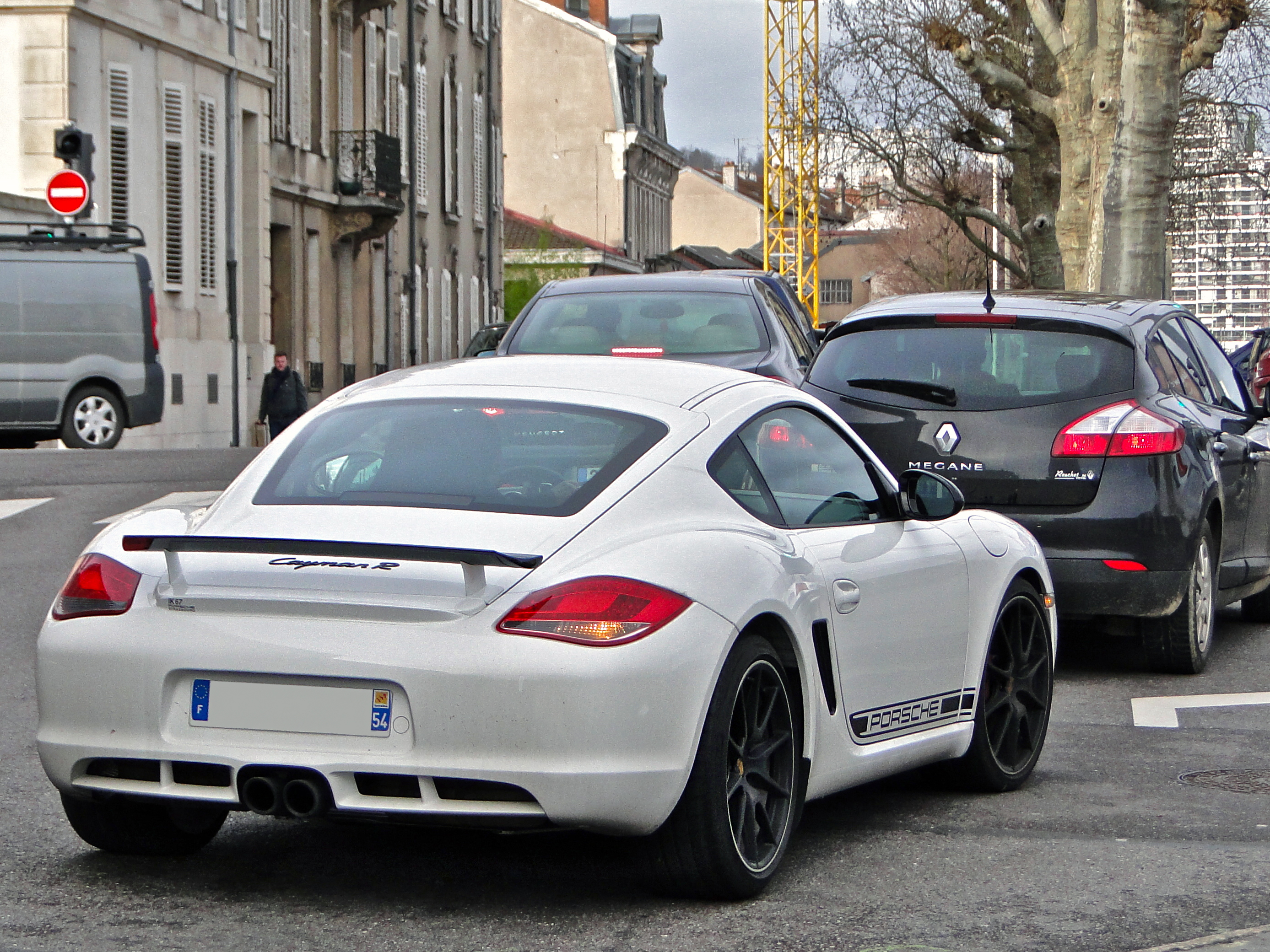
Primeira geração (2005-2012)

## Segunda geração (2012)

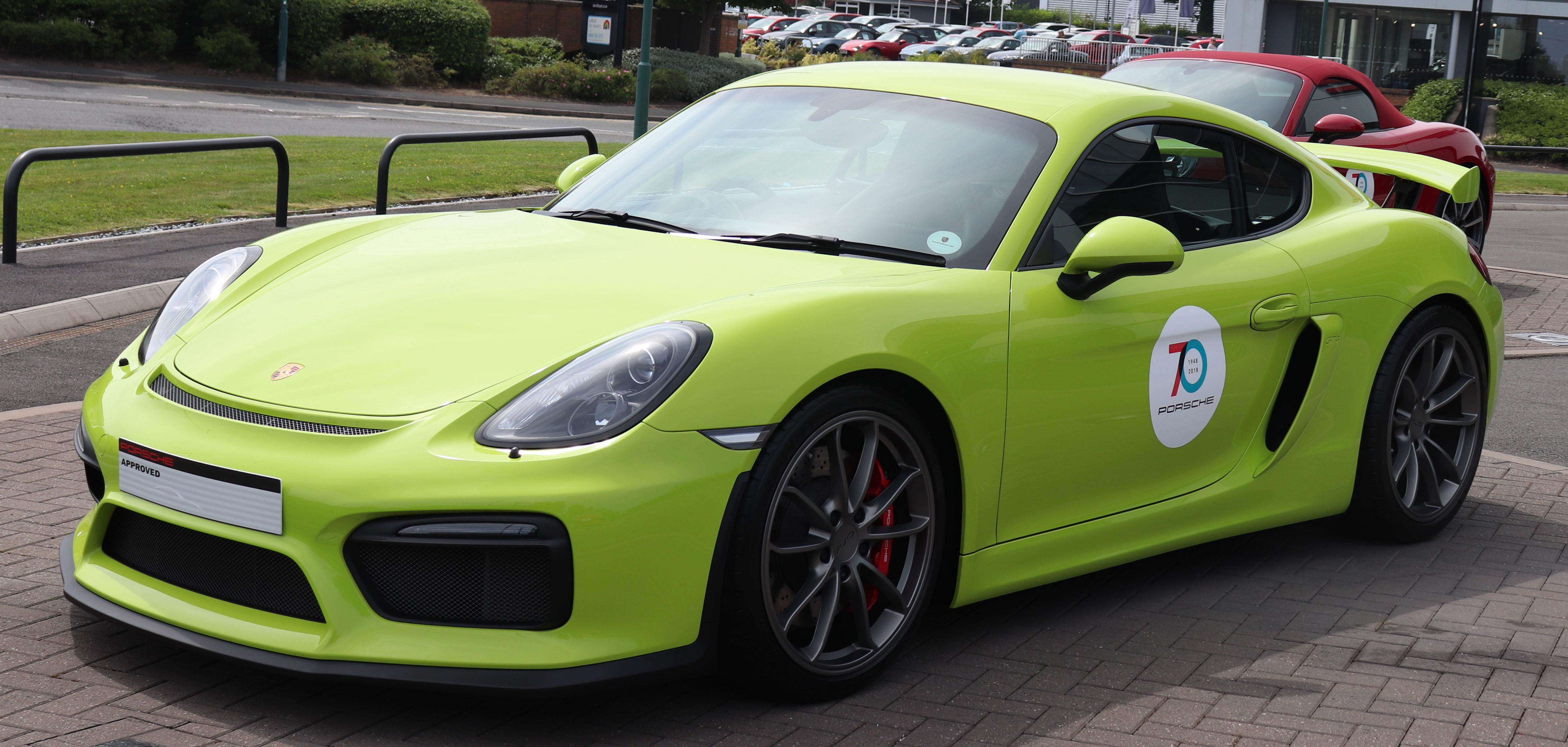
Segunda geração - GT4 (2012-2016)

## Terceira geração (2016)

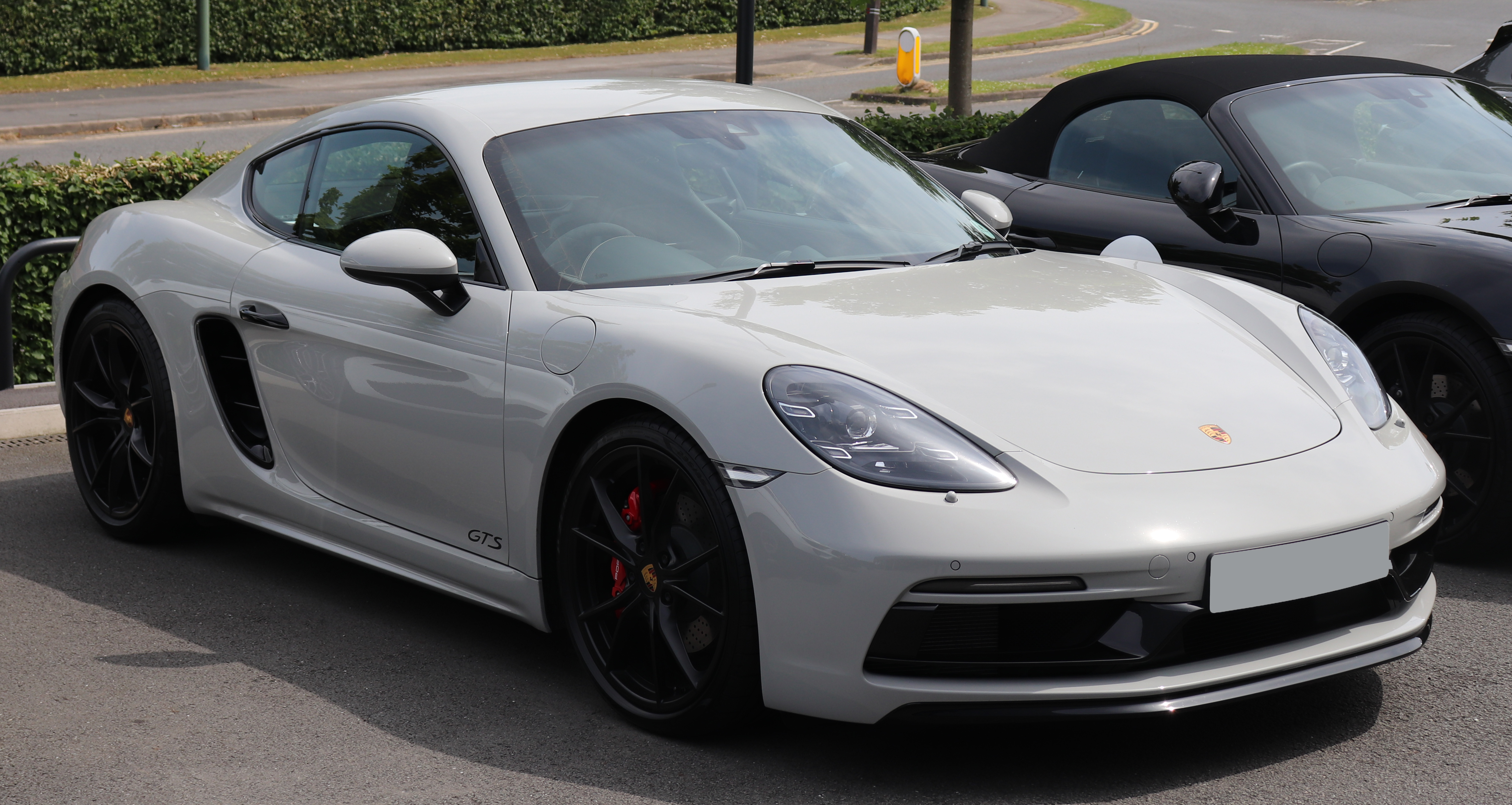
Terceira geração - GTS (2018)

## Quarta geração (2025?)
A quarta geração do Porsche Cayman ainda não foi lançada oficialmente, no entanto, pelas fotos existentes, diversas fontes avançam que será uma versão 100% elétrica, à semelhança do que aconteceu com o Porsche Macan.